# Мертезакер, Пер
Пер Мертеза́кер (нем. Per Mertesacker; родился 29 сентября 1984, Ганновер, ФРГ) — немецкий футболист, выступавший на позиции защитника. Чемпион мира 2014 года. В данный момент занимает должность руководителя академии «Арсенала».

## Карьера

### Клубная
Пер Мертезакер начал свою футбольную карьеру в клубе «Паттенсен», из которого в 1995 году в возрасте 11 лет перешёл в «Ганновер 96». Свой первый матч в Бундеслиге сыграл в ноябре 2003 года в возрасте 19 лет и одного месяца против «Кёльна», первый тайм провёл довольно посредственно и был заменен в перерыве. Правда, в то время он играл на позиции не защитника, а опорного полузащитника.
Подписав профессиональный договор, Мертезакер, однако, четыре месяца был вынужден ждать следующего вызова в Бундеслигу. При тренере Эдварде Линене развивался как игрок основного состава и центра обороны «Ганновера». Уже в сезоне 2004/05 стал одним из лучших игроков команды.
8 августа 2006 года подписал контракт с бременским «Вердером», рассчитанный до 2010 года, который был продлён до 2012 года.
Уже вскоре после прыжка из молодежки «Ганновера» в основную команду последовал ещё один карьерный шаг: приглашение в национальную сборную. Свою первую игру в составе Бундесманншафт Мертезакер провёл 9 октября 2004 года против сборной Ирана. Впервые сыграл на чемпионате мира 9 июня 2006 года в Мюнхене против команды Коста-Рики. На том чемпионате провёл все игры вплоть до полуфинала в основном составе, не получив ни одной жёлтой карточки, за что его прозвали «Господин Чистый».
30 августа 2011 года Мертезакер перешёл в лондонский «Арсенал» за 10 миллионов фунтов, подписав трёхлетний контракт.
Летом 2017 года официальный сайт «Арсенала» объявил, что через год Мертезакер завершит карьеру игрока и возглавит академию клуба.

#### Статистика
| Клуб            | Сезон           | Лига                          | Лига  | Лига | Кубок | Кубок | Кубок Лиги | Кубок Лиги | УЕФА  | УЕФА | Другие матчи | Другие матчи | Всего | Всего |
| Клуб            | Сезон           | Дивизион                      | Матчи | Голы | Матчи | Голы  | Матчи      | Голы       | Матчи | Голы | Матчи        | Голы         | Матчи | Голы  |
| --------------- | --------------- | ----------------------------- | ----- | ---- | ----- | ----- | ---------- | ---------- | ----- | ---- | ------------ | ------------ | ----- | ----- |
| «Ганновер 96»   | 2003/04         | Чемпионат Германии по футболу | 13    | 0    | 1     | 0     | —          | —          | —     | —    | —            | —            | 14    | 0     |
| «Ганновер 96»   | 2004/05         | Чемпионат Германии по футболу | 31    | 2    | 4     | 1     | —          | —          | —     | —    | —            | —            | 35    | 3     |
| «Ганновер 96»   | 2005/06         | Чемпионат Германии по футболу | 30    | 5    | 3     | 0     | —          | —          | —     | —    | —            | —            | 33    | 5     |
| «Ганновер 96»   | Всего           | Всего                         | 74    | 7    | 8     | 1     | —          | —          | —     | —    | —            | —            | 82    | 8     |
| «Вердер» Бремен | 2006/07         | Чемпионат Германии по футболу | 25    | 2    | 0     | 0     | 0          | 0          | 10    | 2    | —            | —            | 35    | 4     |
| «Вердер» Бремен | 2007/08         | Чемпионат Германии по футболу | 32    | 1    | 3     | 0     | 1          | 0          | 11    | 0    | —            | —            | 47    | 1     |
| «Вердер» Бремен | 2008/09         | Чемпионат Германии по футболу | 23    | 2    | 3     | 1     | —          | —          | 13    | 1    | —            | —            | 39    | 4     |
| «Вердер» Бремен | 2009/10         | Чемпионат Германии по футболу | 33    | 5    | 6     | 0     | —          | —          | 12    | 0    | —            | —            | 51    | 5     |
| «Вердер» Бремен | 2010/11         | Чемпионат Германии по футболу | 30    | 2    | 2     | 0     | —          | —          | 7     | 0    | —            | —            | 39    | 2     |
| «Вердер» Бремен | 2011/12         | Чемпионат Германии по футболу | 4     | 0    | 0     | 0     | —          | —          | —     | —    | —            | —            | 4     | 0     |
| «Вердер» Бремен | Всего           | Всего                         | 147   | 12   | 14    | 1     | 1          | 0          | 53    | 3    | —            | —            | 215   | 16    |
| «Арсенал»       | 2011/12         | Чемпионат Англии по футболу   | 21    | 0    | 1     | 0     | 0          | 0          | 5     | 0    | —            | —            | 27    | 0     |
| «Арсенал»       | 2012/13         | Чемпионат Англии по футболу   | 34    | 3    | 3     | 0     | 1          | 0          | 6     | 0    | —            | —            | 44    | 3     |
| «Арсенал»       | 2013/14         | Чемпионат Англии по футболу   | 35    | 2    | 6     | 1     | 1          | 0          | 10    | 0    | —            | —            | 52    | 3     |
| «Арсенал»       | 2014/15         | Чемпионат Англии по футболу   | 35    | 0    | 4     | 2     | 0          | 0          | 9     | 0    | 0            | 0            | 48    | 2     |
| «Арсенал»       | 2015/16         | Чемпионат Англии по футболу   | 24    | 0    | 3     | 0     | 2          | 0          | 6     | 0    | 1            | 0            | 36    | 0     |
| «Арсенал»       | 2016/17         | Чемпионат Англии по футболу   | 1     | 0    | 1     | 0     | 0          | 0          | 0     | 0    | —            | —            | 2     | 0     |
| «Арсенал»       | 2017/18         | Чемпионат Англии по футболу   | 6     | 1    | 1     | 1     | 1          | 0          | 3     | 0    | 1            | 0            | 12    | 2     |
| «Арсенал»       | Всего           | Всего                         | 156   | 6    | 19    | 4     | 5          | 0          | 39    | 0    | 2            | 0            | 221   | 10    |
| Всего в карьере | Всего в карьере | Всего в карьере               | 377   | 25   | 41    | 6     | 6          | 0          | 92    | 3    | 2            | 0            | 518   | 34    |

### В сборной
Первый матч за сборную Германии провёл 9 октября 2004 года против сборной Ирана. Чемпион мира 2014 года. Бронзовый медалист чемпионата мира 2006 и 2010 годов. Серебряный (2008) и бронзовый (2012) призёр чемпионата Европы.
15 августа 2014 года объявил о завершении карьеры в сборной Германии.
| Сборная Германии по футболу | Сборная Германии по футболу | Сборная Германии по футболу |
| Год                         | Матчи                       | Голы                        |
| --------------------------- | --------------------------- | --------------------------- |
| 2004                        | 4                           | 0                           |
| 2005                        | 14                          | 1                           |
| 2006                        | 11                          | 0                           |
| 2007                        | 10                          | 0                           |
| 2008                        | 13                          | 0                           |
| 2009                        | 7                           | 0                           |
| 2010                        | 14                          | 0                           |
| 2011                        | 6                           | 0                           |
| 2012                        | 6                           | 1                           |
| 2013                        | 10                          | 2                           |
| 2014                        | 9                           | 0                           |
| Всего                       | 104                         | 4                           |

## Достижения
«Вердер»
- Обладатель Кубка немецкой лиги: 2006
- Обладатель Кубка Германии: 2009
- Финалист Кубка УЕФА: 2009

«Арсенал»
- Обладатель Кубка Англии (3): 2013/14, 2014/15, 2016/17
- Обладатель Суперкубка Англии (3): 2014, 2015, 2017

Сборная Германии
- Бронзовый призёр Кубка конфедераций 2005 года
- Бронзовый призёр чемпионата мира 2006 года
- Серебряный призёр чемпионата Европы 2008 года
- Бронзовый призёр чемпионата мира 2010 года
- Чемпион мира 2014 года

## Личная жизнь
Супруга Пера — гандболистка Ульрике Мертезакер (в девичестве Штанге). Они встречались с 2008 года. У пары в пасхальное воскресенье 24 апреля 2011 года родился сын Пауль. В июне 2013 года Ульрике и Пер поженились, свадьба состоялась в замке Мариенбург в местечке Паттензен около Ганновера. 20 мая 2014 года у пары родился второй сын, из-за чего Пер накануне чемпионата мира прибыл в Бразилию с опозданием.